# Любитовка
Любитовка — село в Дальнереченском районе Приморского края, входит в состав Малиновского сельского поселения.

## География
Село Любитовка находится к юго-востоку от Дальнереченска, на правом берегу реки Малиновка.
Село стоит на автодороге Дальнереченск — Ариадное — Кокшаровка (Чугуевский район Приморского края) между сёлами Малиново и Савиновка.
Расстояние от села Любитовка до районного центра города Дальнереченск около 93 км.

## Население
| 1915 | 1998 | 2002 | 2010 |
| ---- | ---- | ---- | ---- |
| 741  | ↘483 | ↘393 | ↘328 |

## Улицы
| - ул. 50 лет Октября, - ул. Гагарина, - ул. Партизанская, | - ул. Совхозная, - ул. Школьная. |

## Экономика
Жители занимаются сельским хозяйством.